# Ӳ
Ӳ, ӳ — кирилична літера, 25-та літера чуваської абетки, утворена від У. Позначає голосний звук /y/, схожий на той, який позначає німецька Ü. 